# Exopterygota
Exopterygota hay Hemipterodea là một liên bộ côn trùng thuộc phân lớp Pterygota trong cận lớp Neoptera, chúng có đặc điểm là các con non giống con trưởng thành nhưng đã phát triển cánh ngoài. Chúng trải qua sự thay đổi nhỏ giữa con non và con trưởng thành, mà không qua giai đoạn nhộng. Chúng chuyển dần thành con trưởng thành qua quá trình lột xác.
Exopterygota là một nhánh có đa dạng cao với ít nhất 130.000 loài còn sinh tồn được xếp vào 15 bộ.

## Phân loại
ITIS xem bất kỳ cấp dưới của Neoptera bên cạnh các bộ là không đúng, nhưng điều này hầu như đã bị phản bác trên toàn cầu.
Sau đây là phân loại toàn bộ các bộ còn sinh tồn của "exopterygotes":
Liên bộ Exopterygota:
- Caloneurodea (tuyệt chủng)
- Titanoptera (tuyệt chủng)
- Protorthoptera (tuyệt chủng)
- Plecoptera
- Embioptera
- Zoraptera
- Dermaptera
- Orthoptera

Liên bộ đề xuất Dictyoptera
- Phasmatodea (bọ que)
- Notoptera
- Blattaria
- Isoptera
- Mantodea

Liên bộ đề xuất  Paraneoptera
- Psocoptera
- Thysanoptera
- Phthiraptera
- Hemiptera